# Hyalyris avinoffi
Hyalyris avinoffi är en fjärilsart som beskrevs av Fox och Real 1971. Hyalyris avinoffi ingår i släktet Hyalyris och familjen praktfjärilar. Inga underarter finns listade i Catalogue of Life.